# 2014年香港反中デモ
2014年香港反中デモ（2014ねんホンコンはんちゅうデモ）とは2014年7月1日より香港で行われている中華人民共和国に抗議をするデモ活動。これは中国の体勢に反対する団体によって呼びかけられたデモ活動であり、50万人以上が参加した。香港がイギリスから返還されて17年となったことに合わせて行われたデモ活動であり、中国共産党の一党独裁への抗議などが行われた。また香港では中国政府による影響が強くなり、高度な自治が損なわれるようになっていることへの抗議も行われた。このデモ活動の参加者数というのは過去最大規模であるとのこと。7月2日には香港警察隊は座り込みをしていたデモ隊の強制排除に乗り出し、500人以上が拘束されることとなった。強制排除に乗り出した際には1000人以上が座り込んでおり、このうちの参加者が警察に連行されることとなった。